# Paynesville (Misuri)
Paynesville es una villa ubicada en el condado de Pike en el estado estadounidense de Misuri. En el Censo de 2010 tenía una población de 77 habitantes y una densidad poblacional de 113,04 personas por km².

## Geografía
Paynesville se encuentra ubicada en las coordenadas 39°15′45″N 90°54′1″O / 39.26250, -90.90028. Según la Oficina del Censo de los Estados Unidos, Paynesville tiene una superficie total de 0.68 km², de la cual 0.68 km² corresponden a tierra firme y (0%) 0 km² es agua.

## Demografía
Según el censo de 2010, había 77 personas residiendo en Paynesville. La densidad de población era de 113,04 hab./km². De los 77 habitantes, Paynesville estaba compuesto por el 83.12% blancos, el 14.29% eran afroamericanos, el 0% eran amerindios, el 0% eran asiáticos, el 0% eran isleños del Pacífico, el 0% eran de otras razas y el 2.6% pertenecían a dos o más razas. Del total de la población el 0% eran hispanos o latinos de cualquier raza.